# Cyphomandra
Genre
Cyphomandra est un genre de plantes de la famille des Solanaceae.
Le genre Cyphomandra a été intégré au genre Solanum.

## Sélexction d'espèces
- Cyphomandra betacea
- Cyphomandra hartwegii
- Cyphomandra tegore